# Rivière Alluviaq
La rivière Alluviaq est un cours d'eau affluent du littoral est de la baie d'Ungava. La rivière Alluviaq coule vers le nord-ouest, dans le territoire non organisé de la Rivière-Koksoak, situé dans le territoire du Kativik, dans la région administrative du Nord-du-Québec, au Québec, au Canada.

## Géographie
Les bassins versants voisins de la rivière Alluviaq sont :
- côté nord : baie d'Ungava ;
- côté est : rivière Nakvak-Brook au Labrador ;
- côté sud : rivière André-Grenier, rivière Koroc ;
- côté ouest : baie d'Ungava.

Cette rivière prend sa source dans les monts Torngat à la limite de la frontière entre le Québec et le Labrador. La rivière coule vers le nord-ouest en traversant une vallée encaissée avant de se déverser dans le fjord Alluviaq, au Nunavut, sur le littoral est de la baie d'Ungava.
La rivière du Vent d'Ouest est le tributaire principal de la rivière Alluviaq.

## Toponymie
En 1956, J. D. Ives qui étudiait la géographie de la vallée de cette rivière, a proposé "Abloviak" comme dénomination de cette rivière. Sa proposition s'appuyait sur l'appellation du fjord où aboutit le courant de cette rivière. En 1961, la forme "rivière Abloviak" a été acceptée par la "Commission de géographie du Québec". En 1969, sa version actuelle "Rivière Alluviaq" a été officialisée au "Répertoire géographique du Québec" et est restée inchangée.
Le toponyme Rivière Alluviaq a été officialisé le 5 décembre 1968 à la Commission de toponymie du Québec.